# 香淳皇后
香淳皇后（日语：／ Kōjun Kōgō；1903年3月6日—2000年6月16日），名諱良子（日语：／ Nagako），是日本昭和天皇的皇后，也是上皇明仁之母。出身久邇宮親王家，生父是久邇宮邦彥王，生母是島津家出身的邦彥王妃俔子。昭和天皇即位之前，她的頭銜是良子女王（日语：／ Nagako Joō）。昭和天皇繼位時被封為皇后，也是日本目前最後一位皇族出身的皇后。

## 生平
1903年3月6日，久邇宮邦彥王與久邇宮妃的第三個孩子在東京久邇宮家誕生。

### 婚姻
1918年1月14日，因為內定為皇太子妃而從學習院退學。1920年6月10日至5月7日，和舉行元服典禮的皇太子裕仁親王（後來的昭和天皇）訂下婚約。
1921年11月11日，发生宮中某重大事件（因為久邇宮家有色盲遺傳，使元老山縣有朋逼迫久邇宮取消婚約的事件）。1922年2月10日，宮內省發表不變更皇太子妃人選的消息。
1922年9月28日，受勳一等寶冠章。1924年1月26日，與裕仁親王結婚。

### 皇后
1926年12月25日，因昭和天皇即位而成為皇后。
1964年10月10日，出席東京奧運開幕典禮。1970年3月14日，出席日本萬國博覽會開幕典禮。
1971年9月27日，與昭和天皇訪問歐洲。1975年9月30日，與昭和天皇訪問美國。

### 皇太后
1989年1月7日，昭和天皇驾崩，因明仁即位而成為皇太后。
1994年，超越後冷泉天皇皇后藤原宽子享壽的92歲，成為歷代最長壽的皇后。

### 逝世
2000年6月16日，於吹上大宮御所因衰老與呼吸器官衰竭而逝世。
2000年7月10日，追號為「香淳皇后」。2000年7月25日，葬於武藏野東陵。

### 謚號
「香淳」的出處來自《懷風藻》（日语：／ kaifusou，公元751年編成，是日本現存最古老的漢詩集），是由日本古典詩句當中選出的諡號。由於良子皇后的日本畫號叫做「桃苑」，因此選字出典是「花舒桃苑香，草秀蘭筵新」（安倍廣庭「春日侍宴」）與「四海既無為，九域正清淳」（山前王「侍宴」）。

## 家庭
1. 1925年12月6日，第一皇女──照宮成子內親王（後來的東久邇成子）出生。
2. 1927年9月10日，第二皇女──久宮祐子內親王出生，但在次年3月8日夭折。
3. 1929年9月30日，第三皇女──孝宮和子內親王（後來的鷹司和子）出生。
4. 1931年3月7日，第四皇女──順宮厚子內親王（後來的池田厚子）出生。
5. 1933年12月23日，第一皇子──繼宮明仁親王（後來的第125代天皇）出生。
6. 1935年11月28日，第二皇子──義宮正仁親王（後來的常陸宮正仁親王）出生。
7. 1939年3月2日，第五皇女──清宮貴子內親王（後來的島津貴子）出生。

| 名             | 出生逝世日期                         | 結婚日期及配偶 | 結婚日期及配偶 | 孫子女                           |
| -------------- | ------------------------------------ | -------------- | -------------- | -------------------------------- |
| 照宮成子内親王 | 1925年12月6日－1961年7月23日（35歲） | 1943年10月10日 | 東久邇盛厚     | 信彦王 文子女王 秀彦 真彦 優子   |
| 久宮祐子內親王 | 1927年9月10日－1928年3月8日（0歲）   |                |                |                                  |
| 孝宮和子内親王 | 1929年9月30日－1989年5月28日（59歲） | 1950年5月21日  | 鷹司平通       | 鷹司尚武（養子）                 |
| 順宮厚子内親王 | 1931年3月7日                         | 1952年10月10日 | 池田隆政       |                                  |
| 上皇明仁       | 1933年12月23日                       | 1959年4月10日  | 正田美智子     | 今上天皇 秋篠宮文仁親王 黑田清子 |
| 常陸宮正仁親王 | 1935年11月28日                       | 1964年9月30日  | 津輕華子       |                                  |
| 清宮貴子内親王 | 1939年3月2日                         | 1960年3月3日   | 島津久永       | 島津禎久                         |

## 荣誉

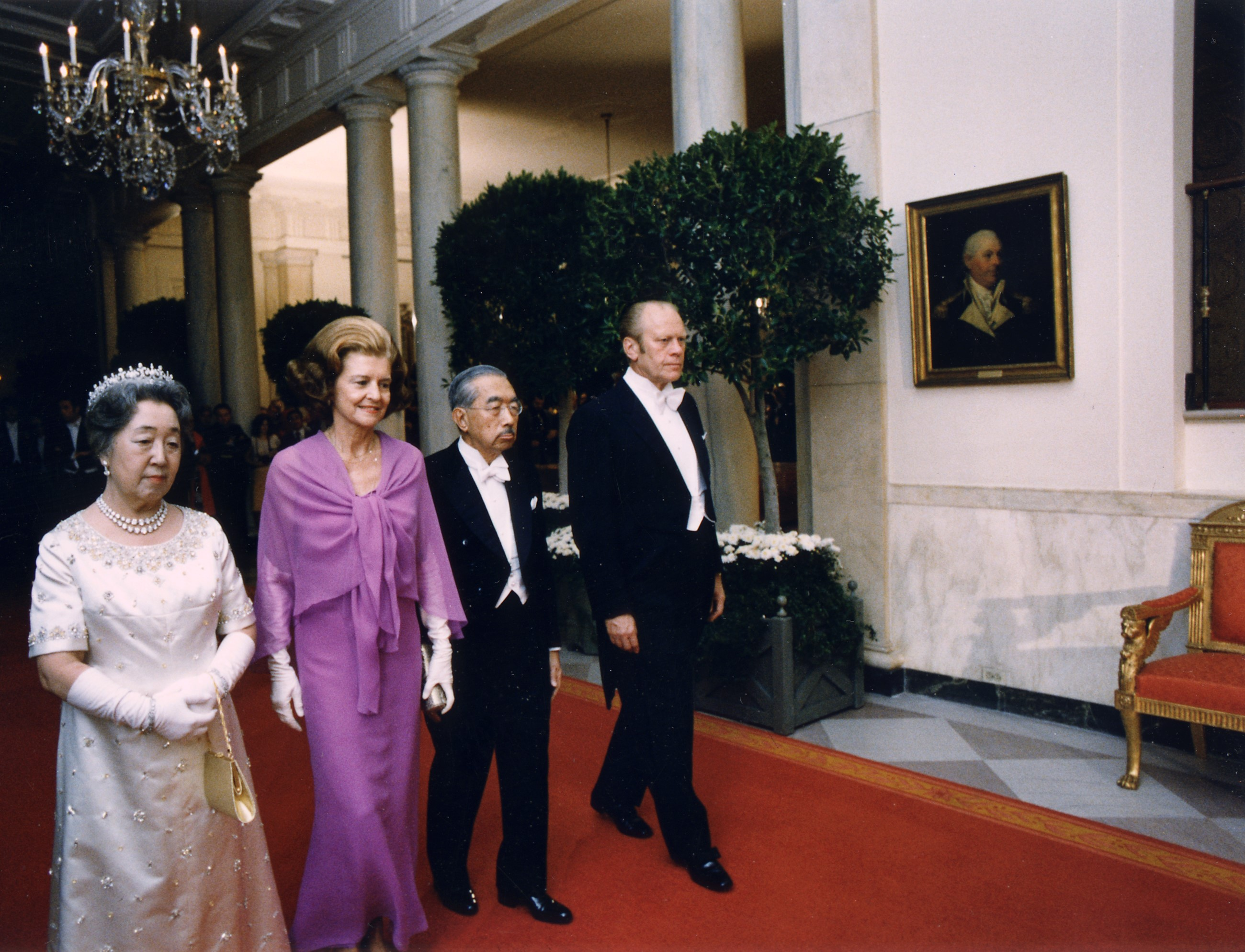
1975年10月2日，訪美的昭和天皇、香淳皇后與美國時任總統杰拉尔德·福特夫婦在白宮出席國宴

### 日本勋章奖章
- 寶冠大綬章
- 勛一等瑞寶章

### 外国勋章奖章
- 天主教伊莎贝尔女王大十字勋章（西班牙语：Orden de Isabel la Católica）（西班牙，1972年1月20日批准[2]）：西班牙王子胡安·卡洛斯于1972年1月20日至26日出访日本。
- 比利时：利奧波德大綬帶勛章
- 德国：聯邦星級十字勛章
- 瑞典：皇家六翼天使勋章（1980年3月25日受勛）
- 希腊：救主大十字勛章
- 丹麦：大象勛章

## 外部連結
- Kunaicho | Emperor Shōwa and Empress Kōjun
- BBC News: Japan mourns Empress Nagako （页面存档备份，存于）
- BBC News: In pictures: Japan's imperial funeral
- 昭和天皇・香淳皇后 - 宮内庁 （页面存档备份，存于）